# たけしの頭の良くなるテレビ
『たけしの頭の良くなるテレビ』（たけしのあたまのよくなるてれび）は、1989年10月20日から1990年9月21日までTBS系列で毎週金曜20:00 - 20:54に放送されていたバラエティ番組である。

## 概要
番組タイトルロゴ上は『TAKESHIの頭の良くなるテレビ』と、名前がローマ字表記になっていた。
ビートたけし（番組中では「北野武」名義で出演）が「科学」の分野に挑戦、各テーマごとに20人の生徒の中から毎週5人がたけし教授の講義に出席、身の回りの素朴な疑問に取り組む内容。
この番組を最後に『痛快なりゆき番組 風雲!たけし城』以来続いたたけしの冠番組枠は廃止。以降、この時間帯は90分（後に2時間）の特番枠『金曜テレビの星!』に移行した。
オープニングはテレビアニメ『悪魔くん』（テレビ朝日系）の番組主題歌である「悪魔くん」（こおろぎ'73・WILD CATS）が流れている。エンディングでは、ジョルジュ・メリエスが監督を務めたフランス映画『月世界旅行』（1902年）のワンシーンが挿入されていた。
当番組は1年の短命に終わったが、後年放送された『平成教育委員会』（フジテレビ、1991年～1997年）や『たけしの万物創世紀』（朝日放送、1995年～2001年）といった教養系番組にたけしが進出するきっかけとなった。

## 出演者
- ビートたけし
- 北野大 - たけしの実兄である。
- ねじめ正一
- 城戸真亜子
- 林家ペー
- ガダルカナル・タカ

## ネット局
| 放送対象地域  | 放送局         | 系列    | 備考                 |
| ------------- | -------------- | ------- | -------------------- |
| 関東広域圏    | 東京放送       | TBS系列 | 制作局 現：TBSテレビ |
| 北海道        | 北海道放送     | TBS系列 |                      |
| 青森県        | 青森テレビ     | TBS系列 |                      |
| 岩手県        | 岩手放送       | TBS系列 | 現：IBC岩手放送      |
| 宮城県        | 東北放送       | TBS系列 |                      |
| 山形県        | テレビユー山形 | TBS系列 |                      |
| 福島県        | テレビユー福島 | TBS系列 |                      |
| 山梨県        | テレビ山梨     | TBS系列 |                      |
| 長野県        | 信越放送       | TBS系列 |                      |
| 新潟県        | 新潟放送       | TBS系列 |                      |
| 静岡県        | 静岡放送       | TBS系列 |                      |
| 中京広域圏    | 中部日本放送   | TBS系列 | 現：CBCテレビ        |
| 石川県        | 北陸放送       | TBS系列 |                      |
| 近畿広域圏    | 毎日放送       | TBS系列 |                      |
| 岡山県 香川県 | 山陽放送       | TBS系列 | 現：RSK山陽放送      |
| 島根県 鳥取県 | 山陰放送       | TBS系列 |                      |
| 広島県        | 中国放送       | TBS系列 |                      |
| 山口県        | テレビ山口     | TBS系列 |                      |
| 高知県        | テレビ高知     | TBS系列 |                      |
| 福岡県        | RKB毎日放送    | TBS系列 |                      |
| 長崎県        | 長崎放送       | TBS系列 |                      |
| 熊本県        | 熊本放送       | TBS系列 |                      |
| 大分県        | 大分放送       | TBS系列 |                      |
| 宮崎県        | 宮崎放送       | TBS系列 |                      |
| 鹿児島県      | 南日本放送     | TBS系列 |                      |
| 沖縄県        | 琉球放送       | TBS系列 |                      |